# لزلی نیکل
لزلی نیکُل (انگلیسی: Lesley Nicol؛ زادهٔ ۱۹۵۳ میلادی) یک هنرپیشه اهل بریتانیا است.
او دانش‌آموختهٔ «مدرسه تئاتر و موسیقی گیلدهال» است.

## گزیدهٔ آثار

### تلویزیون
- سوپرنچرال (۲۰۱۵)
- روزی روزگاری (۲۰۱۳)
- دانتون ابی (۲۰۱۰)
- مارپل آگاتا کریستی (۲۰۰۵)
- شیر، کمد و جادوگر (۱۹۸۸)
- صندلی نقره‌ای (۱۹۹۰)